# Asu (bantu jezik)
Asu jezik (athu, casu, chasu, chiasu, pare; ISO 639-3: asa), jezik centralne skupine bantu jezika kojim govori 500 000 ljudi (2000) u području oko planine Kilimandžaro i Pare u Tanzaniji.
Etnička grupa zove se Wapare, a neki se među njima koriste i engleskim, ali uglavnom swahilijem.

## Vanjske poveznice
- Ethnologue (14th)
- Ethnologue (15th)